# Slimsvampe
Slimsvampe eller ægte slimsvampe (Myxomycytes eller Myxogastria eller Myxogastrea) er en gruppe indenfor svampedyrene. Der kendes 5-600 arter.

## Livscyklus
Slimsvampe danner sporer som typisk allerede er haploide, men ellers udfører meiose ved spiring. Afhængigt af fugtighedsgraden udvikler sporerne sig til enten haploide celler med 2 piskesvingtråde eller nøgne haploide celler der kan bevæge sig ved at ændre form. De to former kaldes henholdsvis sværmere (eller myxoflagellater) og myxamøber. Sværmerne udvikles især i meget fugtige omgivelser. De to typer celler kan begge omdanne sig til den anden efter behov. Begge former bevæger sig aktivt rundt og optager føde ved diffusion.
Myxamøber kan formere sig ved celledeling. De kan også ved tørke omdanne sig til kuglerunde tykvæggede hvilelegemer kaldet mikrocystere som kan overleve i flere år inden de igen omdanner sig til myxamøber eller sværmere.
Både sværmere og myxamøber kan også fusionere to og to når de mødes og danne diploide myxamøber (svingtråde fra sværmere mistes hurtigt i de diploide myxamøber). De diploide myxamøber fortsætter med at optage føde og lave mitotiske kernedelinger, men laver ingen celledelinger. Derved bliver de store encellede individer med utallige cellekerner som kaldes plasmodier. De er typisk slimede klumper som kryber rundt efter føde (f.eks. bakterier, mikroorganismer og andet organisk stof). Plasmodierne kan nemt blive 10-15 cm lange hos nogle arter.
Et plasmodium kan omdannes til et inaktivt sklerotium med en beskyttende væg så de kan tåle tørke og sult og afvente bedre tider inden det igen bliver et aktivt plasmoduim.
Når et plasmodium er stort nok, omdannes det til sporehuse (sporangier) som nogle gange har en kort stilk der hæver dem lidt op over omgivelserne. I sporangierne dannes der nye sporer, og livscyklussen starter forfra.

## Arter i Danmark
I Danmark forekommer bl.a. følgende arter
- Almindelig rødært
- Troldsmør
- Skinnende støvpude
- Mucilago crustacea
- Comatricha nigra
- Rødbrun støvkølle